# Teteoinnan Corona
Teteoinnan Corona est une corona, formation géologique en forme de couronne, située sur la planète Vénus par -38,5° S et 149,5° E. Elle est localisée dans le quadrangle d'Artemis Chasma. Elle a été nommée en référence à Teteoinnan, déesse aztèque de la fertilité. 

## Géographie et géologie
Teteoinnan Corona couvre une surface circulaire d'environ 125 km de diamètre. 